# Paul Badré (homme politique)
Pour les articles homonymes, voir Paul Badré et Badré.
Paul Badré est un homme politique français de l'île de La Réunion, un département d'outre-mer dans l'océan Indien. Succédant à ce poste à Roger Bénard, il fut maire de la commune du Tampon entre 1953 et 1983, date à laquelle André Thien Ah Koon lui succéda après l'avoir mis en ballottage. De droite, il fut avec Raphaël Babet et Irénée Accot l'un des principaux promoteurs de l'établissement de l'enclave réunionnaise de Madagascar connue sous le nom de Sakay. Son nom a été donné à un collège, à une salle d'animation de quartier et à une zone d'aménagement concerté.